# Woolderink
Het Woolderink is een boerderij in de buurtschap Rectum behorend tot de Nederlandse gemeente Wierden. Het was een hofhorig bodegoed onder de Hof Delden. Het bodegoed Woolderink moest berichten overbrengen in opdracht van de bisschop, de hofmeier of de landrentmeester. Dit kunnen brieven zijn van de bisschop aan de hofmeier, maar ook mondelinge boodschappen over besmettelijke ziekten die in aantocht zijn.
De oudste vermelding van het erve Woolderink vinden we in een lijst van leenmannen van Floris van Wevelinkhoven, bisschop van Utrecht, gedateerd 1379-1382. Daarin wordt vermeld dat met "die tienden over dat erve Wolderkinc gheleghen in der buerscap van Rectum" en vele andere bezittingen beleend is Willem van Bevervoorde.

## Bouw huidige woning
De huidige boerderij is gebouwd in 1798. De bouwaanvraag van 25 januari 1797 is bewaard gebleven en bevindt zich in het Historisch Centrum Overijssel in Zwolle.
Geeft zeer eerbiedig te kennen de ondergeschreeven verwalter landrentmeester van Twente, dat zich voor eenigen tijd geleeden bij hem heeft vervoegd de provinciale meijer Woolderink in Rectum bij Rijssen, te kennen geeven, dat het huis en woondershuis op voorzeide erve in zulk een gedelabeerden staat waaren, dat niet langer zonder gevaar konden bewoond worden, zelfs zodanig, dat het der moeijte niet waardig zoude zijn om eenige kosten tot reparatien van dien aard aan te wenden, neen maar genoodzaakt was een nieuw huis te moeten optrekken, daartoen verzoekende de nodige grondsteenen en het hout van de provincie, op welk een ander de ondergeschreeven zich geïnformeerd hebbende heeft vernomen, dat zulks overeenkomstig de waarheid zou zijn. Wientengevolge die meijer aan den onderschreeven heeft overgegeven nevenstaande lijst van het benodigde hout, maar het welk hij, als tot een nieuw huis verzogt wordende, zonder Uwe speciale authorisatie niet vermogt om door den houtvester te laaten aanwijzen. Jannes Woolderink doet versoek om een nieuw huijs van 8 gebint. Teweten 8 balkens en 16 stielen. De balkens lank 33 voet, de stielens 15 voet. De platen an jeder sijt 80 voet lank.
Het huis is sinds de bouw nagenoeg geheel intact gebleven, enige moderniseringen uitgezonderd. Het is op de lijst van Rijksmonumenten geplaatst.

## Domeingoed
Als oudste bron vinden we het manuaal van de rentmeester van Twente, waarin vermeld staan ' de renten en domeinen van het land van Twente', zoals die waren ten tijde van bisschop Floris van Wevelinkhoven in 1385. Dit register is opgemaakt door Gerard van Bevervoorde, de toenmalige landrentmeester van Twente, aan de hand van een origineel dat de toestanden van circa 1300 weergeeft. De bedragen zijn weergegeven in Leuvense Ponden.
Het domein Woolderink behorende onder de Hof Delden is op St. Lambertusdag een cijns verschuldigd van 30 denarii.
Census hominum et bonorum infrascriptorum solvendus et presentandus in curte Delden in vigilia beati Lamberti. In parochiae Rijssen, apud Nuthaer Wolderking 30 denarii Lov. De precariis 6 solidi Lov.